# Rainer Bertram
Rainer Bertram, gebürtig Rainer Hans Clemens Schink, (* 19. Dezember 1932 in Dachau; † 23. Dezember 2004 in München) war ein deutscher Schlagersänger und Fernsehregisseur.

## Leben
Rainer Hans Clemens Schink, so sein eigentlicher Name, war drei Jahre Mitglied im Windsbacher Knabenchor. Er besuchte das Maximiliansgymnasium München und sollte wie sein Vater Architekt werden. Schon nach drei Semestern brach er sein Studium an der Bauhochschule ab, um stattdessen eine Schauspielausbildung zu beginnen. Nach deren erfolgreichem Abschluss 1953 erhielt er seine ersten Engagements in München und Hamburg. Zurückgekehrt nach München, stieg er bei der Lach- und Schießgesellschaft als Kabarettist ein. Ab 1957 folgten erste Rollen in Film und Fernsehen.
Adrian Hoven sah ihn in der Lach- und Schießgesellschaft und vermittelte ihn an Fred Bertelmann, der ihn zum Schlagersänger aufbaute. Von seinem musikalischen Talent konnte Rainer Bertram, wie er sich nunmehr nannte, zunächst beim Billiglabel Tempo profitieren. Dort sang er zwischen 1958 und 1960 hauptsächlich Coverversionen von unter anderem Fred Bertelmann, Ted Herold, Tommy Kent oder Peter Kraus nach. Mit den Schlagern Blacky Jones und Jenny-Jo belegte Bertram unerwartet die Plätze zwei und drei beim erstmals veranstalteten Deutschen Schlager-Festival 1959 in Wiesbaden. Dabei kam ihm zustatten, dass Curd Jürgens, der als Blacky Jones-Interpret vorgesehen war, aus Termingründen hatte absagen müssen. Da auch diese beiden Titel noch bei Tempo veröffentlicht wurden, blieb der kommerzielle Erfolg gering.
Immerhin wurden die großen Plattenfirmen auf den jungen Sänger aufmerksam. In geschäftlichen Dingen unerfahren, schloss Bertram gleich mit zwei Labels (Metronome und Polydor) Verträge ab. Nach einigem rechtlichen Hin und Her nahm Bertram 1960 vier Singles für Metronome auf. Lediglich der Titel Barfuß, die deutsche Version des US-amerikanischen Hits Footsteps von Steve Lawrence, war einigermaßen erfolgreich.
Im Sommer 1960 war Bertram in der erfolgreichen Filmkomödie Pension Schöller in einer größeren Rolle zu sehen. Im Film sang er die von Martin Böttcher komponierten Rock-’n’-Roll-Nummern Sie hatte grüne Augen, rote Haare und Jub Jub Jumbo. Auf Schallplatte erschienen beide Titel allerdings von Boy Berger. Im gleichen Jahr nahm er mit dem ebenfalls nicht auf Tonträger erschienenen Lied Ein Picasso in der Liebe an der Vorentscheidung zum Eurovision Song Contest teil.
Ab Mitte 1960 erschienen Bertrams Platten bei Polydor, wo er von den Musikproduzenten Werner Cyprys und Gerhard Mendelson betreut wurde. Seine erste Single Itsy Bitsy Teenie Weenie Honolulu-Strand-Bikini überzeugte. Bertram konnte sich aber nicht gegen die textgleiche Version von Caterina Valente und Silvio Francesco durchsetzen, die damit einen Nummer-eins-Hit landeten.
Nach einem spektakulären Autounfall am 13. April 1961, bei dem seine mitfahrende Sängerkollegin Gina Dobra schwer verletzt wurde, stellte die Presse Bertram als rücksichtslosen Raser dar. So konnte sich dessen gesungene Version des Welthits Brigitte Bardot nicht in den Hitparaden platzieren, obwohl konkurrierende Plattenlabel dieses Lied mit weitgehend unbekannten Interpreten auf den Markt brachten. Nach der ebenso erfolglosen Veröffentlichung des Schlagers Peppino, mit dem Vico Torriani den Sprung in die Top Ten schaffte, wurde der Vertrag bei Polydor nicht verlängert. Bertram wandte sich wieder verstärkt der Schauspielerei zu, stand im Wiener Raimundtheater und bei Friedrich Hollaender in Berlin in Hoppla aufs Sofa und Höchste Eisenbahn auf der Bühne und wirkte wie bisher in Film- und Fernsehproduktionen mit.
Im Herbst 1962 war es wiederum die Metronome, mit der Bertram einen Plattenvertrag abschloss. Produzent Günter Henne nahm mit ihm die Coverversion von Paul Ankas Give Me Back My Heart auf. Mit Gib mein Herz mir wieder, so der deutsche Titel, gelangte Bertram im Februar 1963 erstmals in die deutschen Hitparaden. Es folgten Fernsehauftritte in Musiksendungen wie Hotel Victoria, Komm mit auf den Rummelplatz und Treffpunkt Telebar. Im gleichen Jahr schickt die Metronome Bertram im Duett mit der schwedischen Sängerin Ann-Louise Hanson mit dem Titel Es braucht ja nicht Hawaii zu sein zu den Deutschen Schlager-Festspielen. Das Stück konnte sich zwar nicht gegen die anderen Teilnehmer durchsetzen. Auf Schallplatte gelang den beiden aber immerhin ein zufriedenstellender Achtungserfolg. Nach einer weiteren Duett-Single nahm Bertram 1964 unter anderem drei Coverversionen von Marty Robbins auf. Gegen die aufkommende Beatmusik konnten sich aber auch diese Aufnahmen nicht durchsetzen.
Als 1965 bei Vogue seine letzte Schallplatte erschien, hatte Bertram längst andere Zukunftspläne. Bereits 1964 arbeitete er als Regieassistent beim Schweizer Fernsehen und beim Sender Freies Berlin mit Dieter Finnern. Zwei Jahre später stand er erstmals als Fernsehregisseur hinter der Kamera. Er inszenierte Porträts über Count Basie, Juliette Gréco, O. W. Fischer, Erroll Garner, Zarah Leander und andere. Daneben arbeitete er zeitweise als Radiomoderator beim SFB und moderierte von 1967 bis 1970 die Hitparade Hey Music. Ab den 1970er Jahren führte er unter anderem bei der erfolgreichen Quiz-Reihe Alles oder nichts Regie. Nach dem Ausscheiden des langjährigen Regisseurs Sigmar Börner bei der Sendung Musik aus Studio B, übernahm er ab dem 18. Oktober 1971 auch hier die Regiearbeit, für die er bis zur 97. und letzten Ausgabe dieser Sendereihe am 20. September 1976 verantwortlich zeichnete. Ab 1979 inszenierte Bertram einige deutsche Vorentscheidungen zum Eurovision Song Contest und 1983 war er für die Übertragung des 28. Eurovision Song Contest in München verantwortlich. Es folgten Arbeiten für das Privatfernsehen wie zum Beispiel die RTL-Show Alles nichts oder?! (1988–1992), Konzert Cafe mit Gretl Schörg, Elisabeth Volkmann, Rudolf Lenz, Doris Bierett und Dieter Reidt sowie Musik × 2 mit Dieter Reidt, Doris Bierett und Elisabeth Volkmann.

## Diskografie (Auswahl)

### EPs
- Blaue Stunde mit Rainer Bertram: In Valencia / Sie hatte schwarzes Haar / Hoch in den Bergen / Sei wieder gut (1964; Metronome)
- Pferde, Songs und Lagerfeuer: Siebentausend Rinder / Speedy Gonzales / True Love (mit Peggy Brown) (1965; Vogue)

### Alben
- Gib mein Herz mir wieder (1997; Bear Family Records)

### Singles

Label der Single Alle Mädchen wollen küssen, 1960

Label der Single Barfuß, 1960

- Wenn du heut’ ausgehst / Cheerio (1958; Tempo; B-Seite: Margit Schumann)
- Ihr zartes Lächeln / Schönes Mädchen vom Rio Negro (1958; Tempo; B-Seite: Die Kolibris)
- Die jungen Jahre / Sexie Hexy (1959; Tempo; B-Seite: Margit Schumann)
- Kitty Cat / Ich brauche dich dazu (1959; Tempo)
- Cowboy Billy / Mach keinen Heck-Meck (1959; Tempo; B-Seite: Jimmy Brown)
- Carolin / Dein kleiner Bruder (1959; Tempo)
- Wunderbar wie du / Havanna-Love (1959; Tempo)
- Jenny-Jo / Unter fremden Sternen (Fährt ein weißes Schiff nach Hongkong) (1959; Tempo; B-Seite: Harry Graf)
- White Christmas – Weiße Weihnacht / Wenn die Glocken hell erklingen (1959; Tempo)
- Blacky Jones / Tom Dooley 2 (1959; Tempo; B-Seite: Harry Graf)
- Ich bin ja so allein / Kleine Lucienne (1959; Tempo; B-Seite: Margit Schumann)
- Tränen in deinen Augen / Ein Dutzend Küsse (1960; Tempo; B-Seite: Die Perrys)
- Uns’re Heimat ist die ganze Welt / Amigos (1960; Tempo; B-Seite: Die Belcantos)
- Playboy-Blues / Sowas tu ich gern (1960; Tempo; B-Seite: Erika Berg)
- Alle Mädchen wollen küssen / Bum Ladda Bum Bum (1960; Tempo; B-Seite: Billy Buck)
- Moonlight / Prego, Prego Gondoliere (1960; Tempo; B-Seite: Gaby Wolff)
- Und sie war nicht viel älter als 18 Jahr’ / Die Cowboys von der Silver-Ranch (1960; Tempo; B-Seite: Margit Schumann & die Perrys)
- Auch du wirst gehn / Das Ende der Liebe (1960; Tempo; B-Seite: Bernd Andersson)
- Nur der Steppenwind / Roslie, mußt nicht weinen (1960; Tempo; B-Seite: Erika Berg)
- Laila-Lu / Surrender (1960; Tempo; B-Seite: Bernd Andersson)
- Old Shatter / Siehst du den Stern (1960; Metronome)
- Barfuß / Warum siehst du mich heute so verliebt an? (1960; Metronome)
- Darling Good Night / Ihr Herz gehört schon einem andern (1960; Metronome)
- Itsy Bitsy Teenie Weenie Honolulu Strand Bikini / Verzeih mir (1960; Polydor)
- Dir möcht’ ich treu sein / Wenn man bedenkt, was man versäumt (1960; Polydor; nur Promo-Single)
- Kalinka / Reich mir die Hände (1960; Polydor)
- Karina Lu / Schön ist’s verliebt zu sein (1961; Metronome)
- Wenn man bedenkt, was man versäumt / Carena (1961; Polydor)
- Schön wird die Zeit / Betty bitte bleib (1961; Polydor)
- Brigitte Bardot / Das soll mir nicht noch mal passieren (1961; Polydor)
- Peppino / Meine Träume (1961; Polydor)
- Gib mein Herz mir wieder / Haziendero (1962; Metronome)
- Oho, Comme-Ci, Comme-Ca / Du kannst alles haben (1963; Metronome)
- Es braucht ja nicht Hawaii zu sein / Seite an Seite (1963; Metronome; A- und B-Seite: mit Ann-Louise Hanson)
- Laß die andern alle wandern / Alle deine Wünsche (1963; Metronome)
- So schön / Jeden Tag ein bißchen mehr (1963; Metronome; A- und B-Seite: mit Ann-Louise Hanson)
- In Valencia / Nie mehr laß ich von Mary (1964; Metronome)
- Happy End in Switzerland / Sie hatte schwarzes Haar (1964; Metronome)

## Filmografie (Auswahl)

### Darsteller
- 1957: Wetterleuchten um Maria
- 1957: Liebe, wie die Frau sie wünscht
- 1960: Pension Schöller
- 1960: O sole mio
- 1960: Schlagerparade 1960
- 1961: Dicke Luft
- 1962: Von Schlager zu Schlager (TV)
- 1963: Hotel Victoria (TV)
- 1966: Der Würger vom Tower

### Regisseur (Fernsehen)
- Wie lernt man reisen...? (1966)
- Wie lernt man Mädchen kennen…? (1966)
- Erroll Garner in Berlin (1967)
- Zeichen eines Jahres (1968)
- Peggy in Berlin (1970)
- Musik aus Studio B (1971–1975)
- Spötterdämmerung – Gespräche mit Friedrich Hollaender (1973)
- Musik ist mein Leben – Ein Abend mit Caterina Valente (1974)
- MOT (Music On Top) (1976)
- Hits aus Europa (1978)
- Haifischbar
- Eurovision Song Contest 1983
- Café in Takt (1984)
- Alles oder nichts
- Alles nichts oder?! (1988–1992)
- Euro Disney Eröffnung (1992)
- Freut Euch des Nordens (1993–2000)
- Sonny Boys (1995)